# トゥーシア
トゥーシア (イタリア語: Tuscia、トゥッシャ) は、過去にエトルリア人の支配後のエトルリア南部に割り当てられた名称であった。この名前はもともとは様々な歴史的変遷を経た三つの地域に分割されるかなり広い領域を指し示した。
現在のヴィテルボ県にあたり、トゥーシアまたはトゥーシア・ヴィテルベーゼの名前は同じ物とされている。